# Бамбоура (аеропорт)
«Бамбоура» — військовий аеропорт у Гудаутському районі Грузії.

## Історія
За радянських часів на аеродромі дислокувалася винищувальна, штурмова і транспортна авіація ВПС СРСР.
У 2009 році було оголошено про можливе розміщення на аеродромі авіаційної угруповання ВПС Росії.

## Опис
Довжина злітно-посадкової смуги становить 3 кілометри. Аеродром здатний приймати всі типи бойових, а також військово-транспортних літаків. Крайня точка, що виходить до Чорного моря злітно-посадкової смуги, віддалена від берега на відстань 60-70 метрів, що дозволяє літакам відразу після зльоту виконувати політ на надмалою висотою прямо над поверхнею моря, що затруднює їх виявлення радарами.